# 三島宿

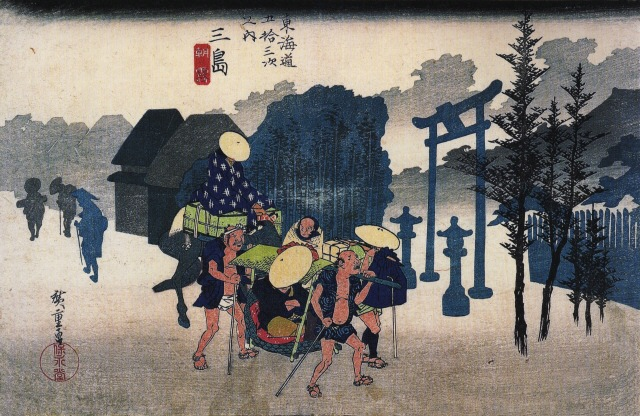
歌川広重「東海道五十三次・三島」

三島宿（みしましゅく、みしまじゅく）は、
- 東海道五十三次の宿場の一つ。静岡県三島市に位置した。この項で記述する。
- 尾瀬街道の宿場の一つ。福島県三島町に位置した。現在では、道の駅尾瀬街道みしま宿がある地域として知られる。

三島宿（みしましゅく、みしまじゅく）は、東海道五十三次の11番目の宿場である。
現在の静岡県三島市にあった。本陣2、旅篭数74。
箱根峠より西側の最初の宿場町であると同時に三嶋大社の門前町でもあり、戦国時代には箱根峠と三島の間に山中城が築かれていた。
江戸幕府の天領であり、宝暦9年（1759年）までは伊豆国統治のための代官所が設けられていた。

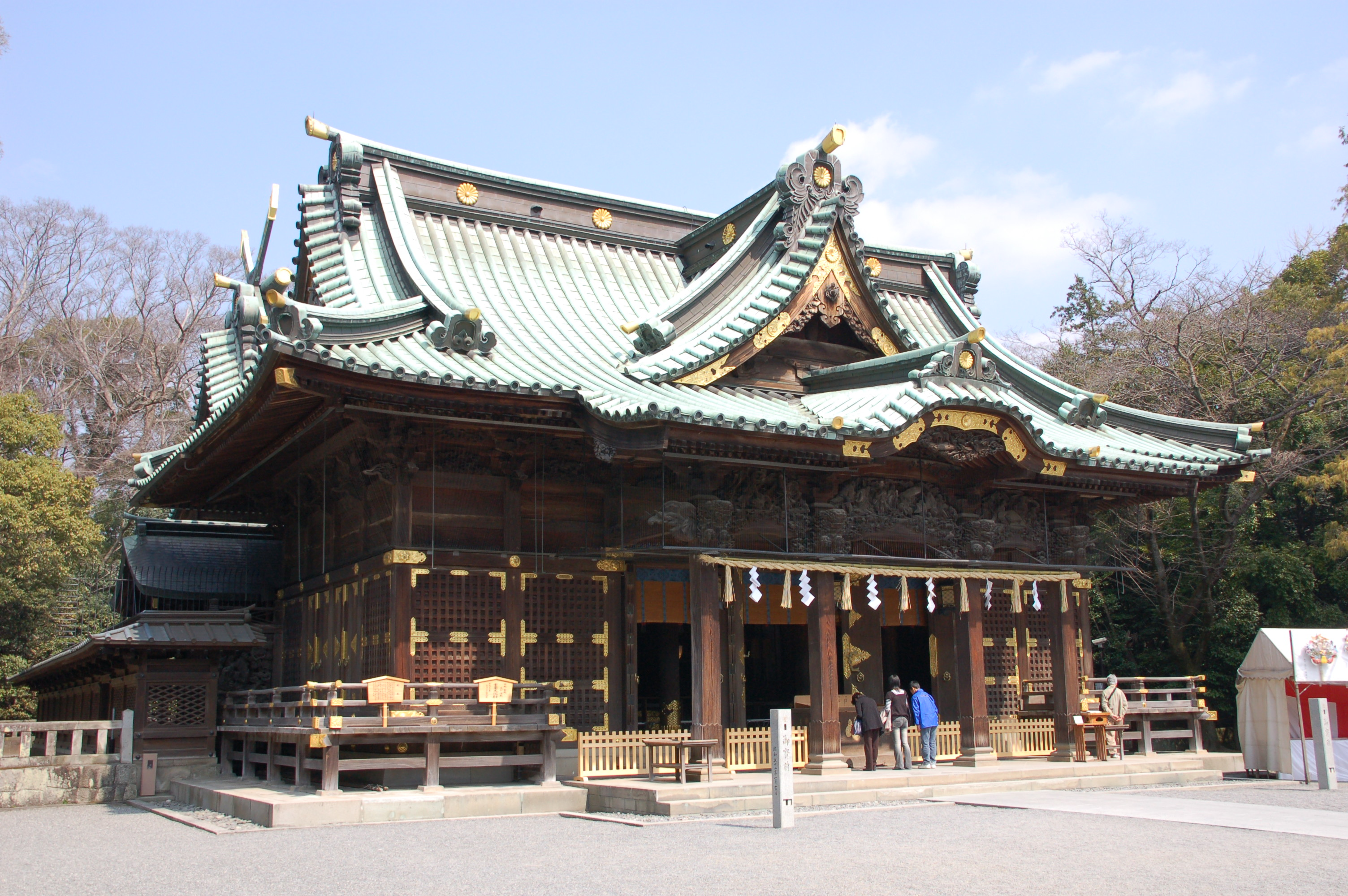
三島宿の中心に鎮座する三嶋大社
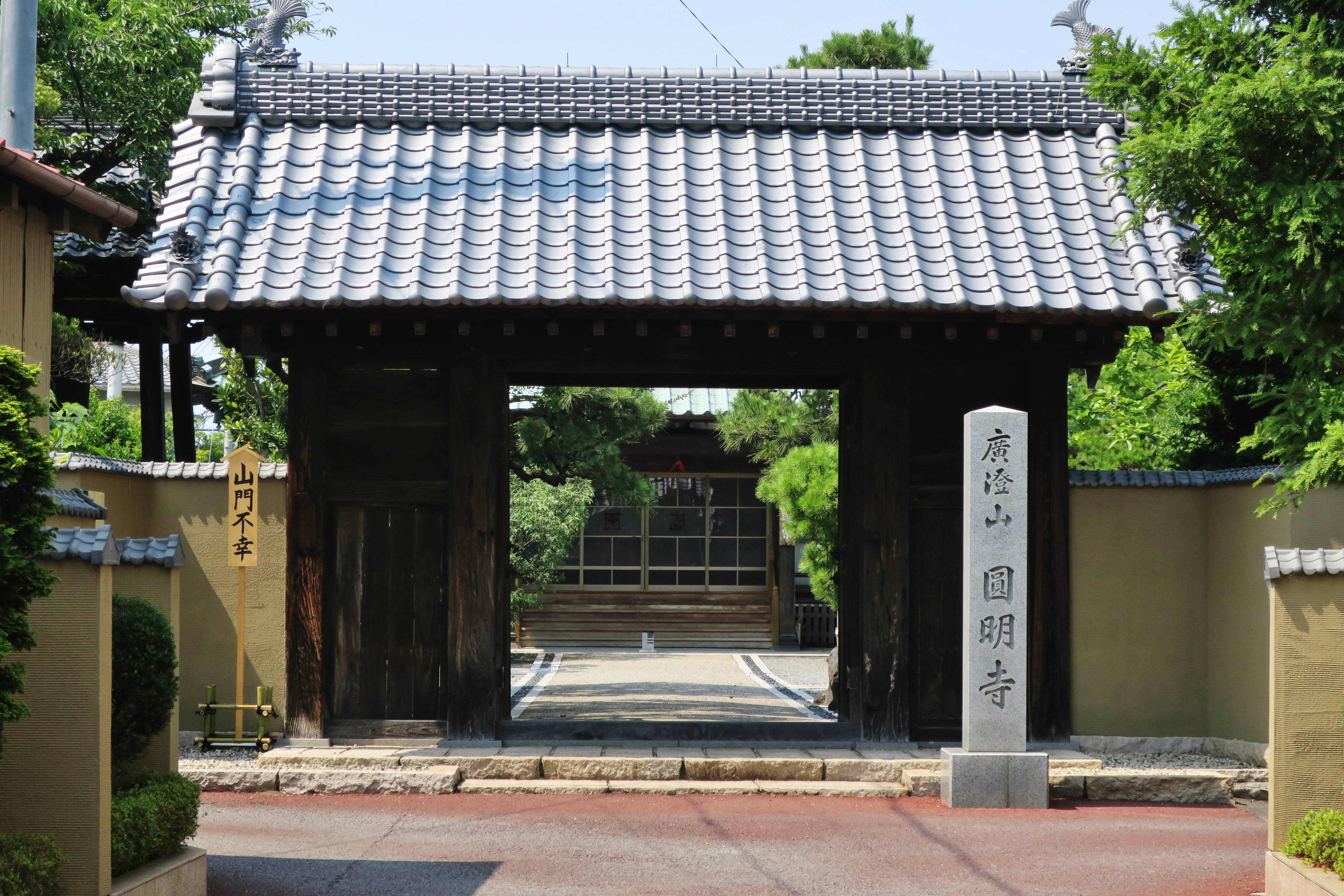
円明寺表門 (伝樋口本陣表門、三島市指定文化財）

## 最寄り駅
伊豆箱根鉄道駿豆線 三島田町駅－旧宿域東側、三嶋大社
伊豆箱根鉄道駿豆線 三島広小路駅－旧宿域西側、西見付や広小路火除土手があった

## 隣の宿場
箱根宿 - 三島宿 - 沼津宿